# تجربة وو

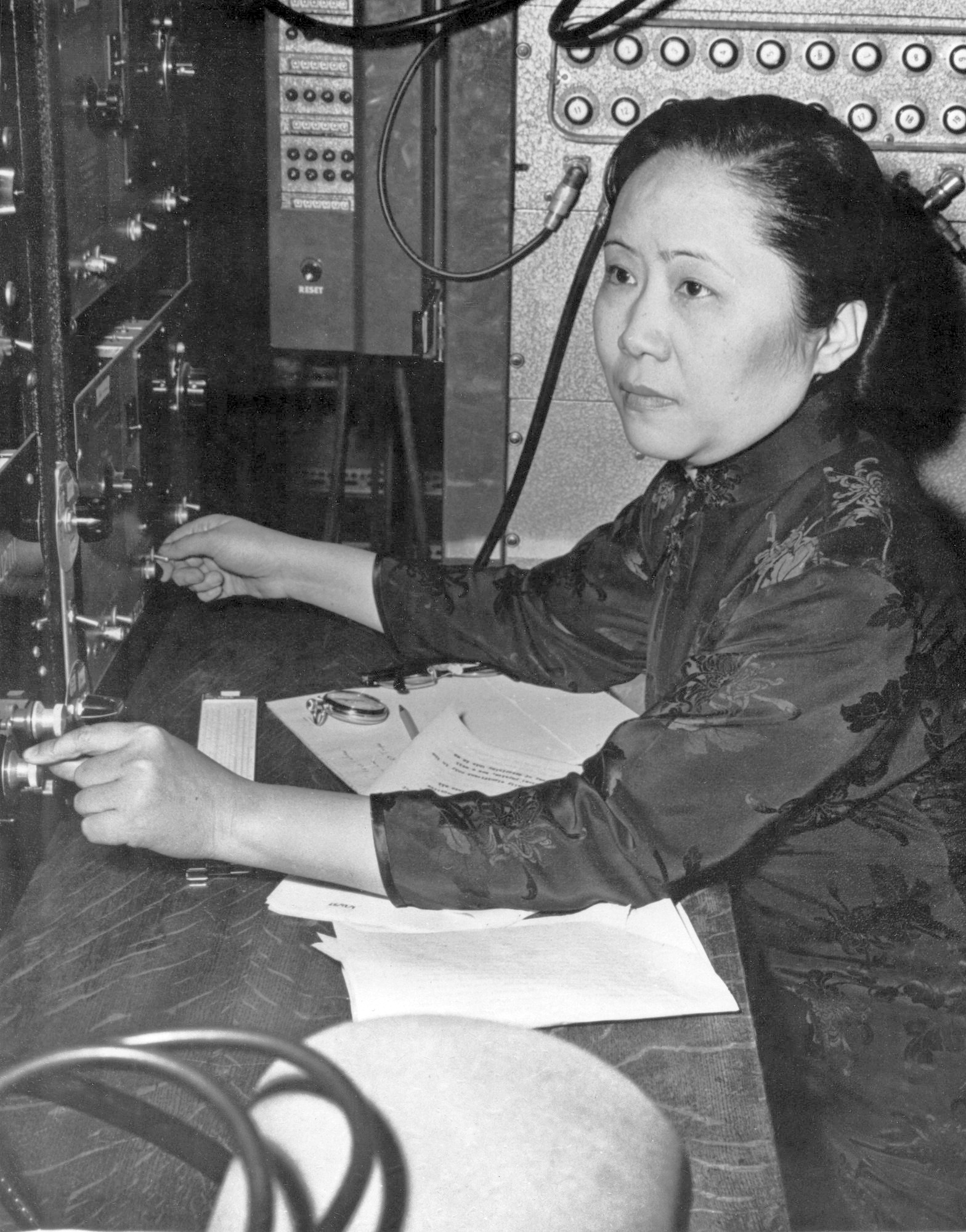
الفيزيائية Chien-Shiung Wu التي سميت التجربة بإسمها ، قامت بتصميم التجربة وأشرفت على طاقم العلماء القائمين بها لدراسة انحفاظ التكافؤ الفيزيائي في عام 1956.

كانت تجربة وو عبارة عن تجربة فيزياء نووية أجرتها عالمة الفيزياء الأمريكية الصينية «شين-شيونغ وو» في عام 1956 بالتعاون مع مجموعة قسم درجة الحرارة المنخفضة التابعة للمكتب الوطني الأمريكي للمعايير. كان الغرض من التجربة هو تحديد ما إذا كان انحفاظ التكافؤ الفيزيائي (Parity-Conservation)، والذي اُثبِت مسبقًا في التفاعلات القوة الكهرومغناطيسية والقوة النووية القوية، يطبق أيضًا على التفاعلات الضعيفة. إذا كان انحفاظ التكافؤ صحيحًا، فإن النسخة المعكوسة من العالم (حيث يصبح اليسار يمينا واليمين يسارًا) ستتصرف كصورة المرآة للعالم الحالي. وفي حالة عدم صحة انحفاظ التكافؤ، فسيكون من الممكن التمييز بين النسخة المعكوسة من العالم وصورة العالم الواقعي.
أثبتت التجربة انتهاك انحفاظ التكافؤ في التفاعل الضعيف. لم تكن هذه النتيجة متوقعة من قبل مجتمع الفيزياء، الذي كان يعتبر التكافؤ في السابق صفة محفوظة دائما. حصل «تسونج داو لي» و «تشن نينغ يانغ»، الفيزيائيان النظريان اللذان انشأ نظرية عدم انحفاظ التكافؤ في التفاعلات الضعيفة (مثل اضمحلال بيتا) واقترحا تجربة لاثبات ذلك. قامت «وو» بتحسين التجربة وأنشأتها للقيام باختبار التفاعل الضعيف وعلاقته بانحفاظ التكافؤ. وجاءت النتيجة أن مبدأ انحفاظ التكافؤ لا ينطبق في حالة التفاعل الضعيف.
حصل العالمان «لي» و «يانغ» أصحاب النظرية على جائزة نوبل لعام 1957 في الفيزياء لهذه النتيجة. ذُكر دور شين شيونغ وفي الاكتشاف في خطاب قبول جائزة نوبل، ولكن لم تُكرم «وو» حتى عام 1978، عندما حصلت على جائزة وولف الأولى.

## تاريخ
في عام 1927، صاغ يوجين فيغنر مبدأ انحفاظ التكافؤ، فكرة أن العالم الحالي والعالم المبني مثل صورته في المرآة سوف يتصرفان بنفس الطريقة، والفارق الوحيد هو عكس اليسار واليمين (على سبيل المثال، فإن الساعة التي تدور في اتجاه عقارب الساعة ستدور بعكس اتجاه عقارب الساعة إذا انعكست على مرآة).
قبل الفيزيائيون هذا المبدأ على نطاق واسع، وتم التحقق من انحفاظ التكافؤ بشكل تجريبي في التفاعلات الكهرومغناطيسية والقوية. ومع ذلك، خلال منتصف الخمسينيات من القرن الماضي، لم يكن من الممكن تفسير بعض التحللات التي تشمل الكاونات بالنظريات الحالية التي كانت تفترض أن انحفاظ التكافؤ صحيح. بدى أن هناك نوعين من الكاون (Kaon جسيم دون ذري)، أحدهما يتحلل لينتج زوجًا من البيونات (جسيمات أولية دون ذرية)، والآخر يتحلل لينتج ثلاثة بيونات. عُرف هذا اللغز باسم لغز τ – θ «تاو- ثيتا».
قام الفيزيائيان النظريان " تسونج داو لي" و "تشن نينغ يانغ" بمراجعة النسق العلمي حول مسألة انحفاظ التكافؤ في جميع التفاعلات الأساسية. واستنتجوا أنه في حالة التفاعل الضعيف، لم تؤكد البيانات التجريبية مبدأ المحافظة على التكافؤ. وبعد فترة وجيزة اتصلا بـ "شين-شيونغ وو " Chien-shiung Wu ، التي كانت خبيرة في التحليل الطيفي لـ تحلل بيتا، وأخبروها بأفكار مختلفة للتجارب؛ واستقروا معها على فكرة اختبار خصائص الاتجاه في تحلل بيتا في الكوبالت-60. اتصلت «وو» بعد ذلك ب"هنري بورسّ و "مارك دبليو زيمانسكي"، اللذان يتمتعان بخبرة واسعة في فيزياء درجات الحرارة المنخفضة. بناءً على طلب من بورس وزيمانسكي، اتصلت «وو» بـ "إرنست أمبلر"، من المكتب الوطني للمعايير (إن بي إس)، الذي رتب لإجرائها التجربة في ديسمبر 1956 في مختبرات درجات الحرارة المنخفضة في إن بي إس.
حصل «لي» و «يانغ»، اللذان دفعا «وو» للقيام بالتجربة، على جائزة نوبل في الفيزياء في عام 1957، بعد وقت قصير من ظهور نتائج التجربة، وكانت بالفعل تبدي عدم انحفاظ التكافؤ - في تفاعلات القوة الضعيفة. ذُكر دور «وو» في الاكتشاف في خطاب منح الجائزة، ولكن لم تُكرم حتى عام 1978، عندما حصلت على جائزة وولف الافتتاحية.

## انحفاظ التكافؤ
Parity conservation أو P-conservation

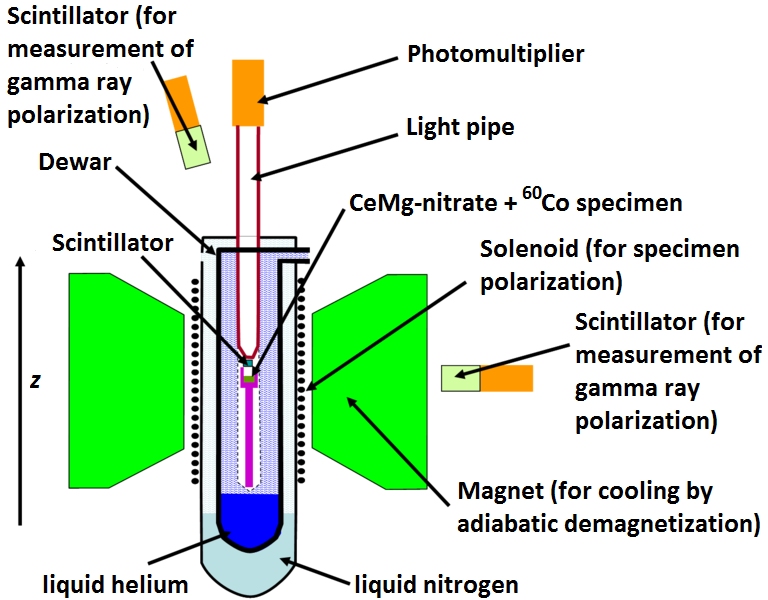
رسم يوضح تجربة الباحثة "وو".

إذا كان هناك تفاعل معين ينطبق عليه انحفاظ التكافؤ، فهذا يعني أنه إذا بُدل اليسار واليمين، فإن التفاعل نفسه سوف يستمر تمامًا كما كان من قبل. هناك طريقة أخرى للتعبير عن ذلك وهي تخيل أن عالمين مبنيان يختلفان فقط في التكافؤ - العالم «الحقيقي» وعالم «المرآة»، حيث يُبدل اليسار واليمين. إذا كان التفاعل متناظر التكافؤ، فهذا يعني أن التفاعل يسير دون أي فرق في التأثير في «العالمين». كان الهدف من تجربة «وو» هو تحديد ما إذا كان هذا هو الحال بالنسبة للتفاعل الضعيف. وتم اختيار اضمحلال بيتا للكوبالت-60 ودراسة منتجات ذلك التحلل. وهل يتم اطلاق جسيماتها بشكل تفضيلي في اتجاه واحد أم لا. هذا من شأنه أن يدل على انتهاك تناظر التكافؤ لأنه إذا كان التفاعل الضعيف محافظًا على التكافؤ، ينبغي أن تنبعث انبعاثات التحلل باحتمال متساو في جميع الاتجاهات. كما ذكرت «وو» وآخرون:
إذا لوحظ عدم تناسق في التوزيع بين الزاوية «θ» والزاوية «180°- θ» (حيث θ هي الزاوية بين اتجاه حركة النواة الأم وزخم الإلكترونات)، فإنه يوفر دليلًا لا لبس فيه على أنه لا يُحافظ على التكافؤ في تحلل بيتا.
والسبب في ذلك هو أن نواة الكوبالت -60 تحمل لفًا مغزليًا (spin)، والسبين لا يغير الاتجاه تحت التكافؤ (لأن الزخم الزاوي هو متجه محوري). على العكس من ذلك، يتغير الاتجاه الذي تنبعث إليه منتجات التحلل في ظل التكافؤ لأن الزخم هو متجه قطبي. وبعبارة أخرى، في العالم «الحقيقي»، إذا كان سبين الكوبالت -60 النووي وانبعاثات منتجات التحلل في نفس الاتجاه تقريبًا، فعندئذ في عالم «المرآة»، ستكون في اتجاهين متعاكسين تقريبًا، لأن اتجاه الانبعاثات سوف ينعكس، لكن اتجاه الدوران يبقى نفسه.
قد يكون هذا فرقًا واضحًا في سلوك التفاعل الضعيف بين «العالمين» ومثله هنا هو تحلل بيتا، وبالتالي لا يمكن القول إن التفاعل الضعيف يحترم مبدأ انحفاظ التكافؤ في الفيزياء. إن الطريقة الوحيدة التي يمكن أن يكون بها التفاعل الضعيف متمشيا مع انحفاظ التكافؤ هي عدم وجود تفضيل في اتجاه الانبعاثات؛ لأنه عندئذٍ لن يكون اتجاه الانبعاثات في العالم «المرآة» مختلفًا عن العالم «الحقيقي» نظرًا لوجود أعداد متساوية من الانبعاثات في كلا الاتجاهين في كلا العالمين على آية حال.

## أداء التجربة

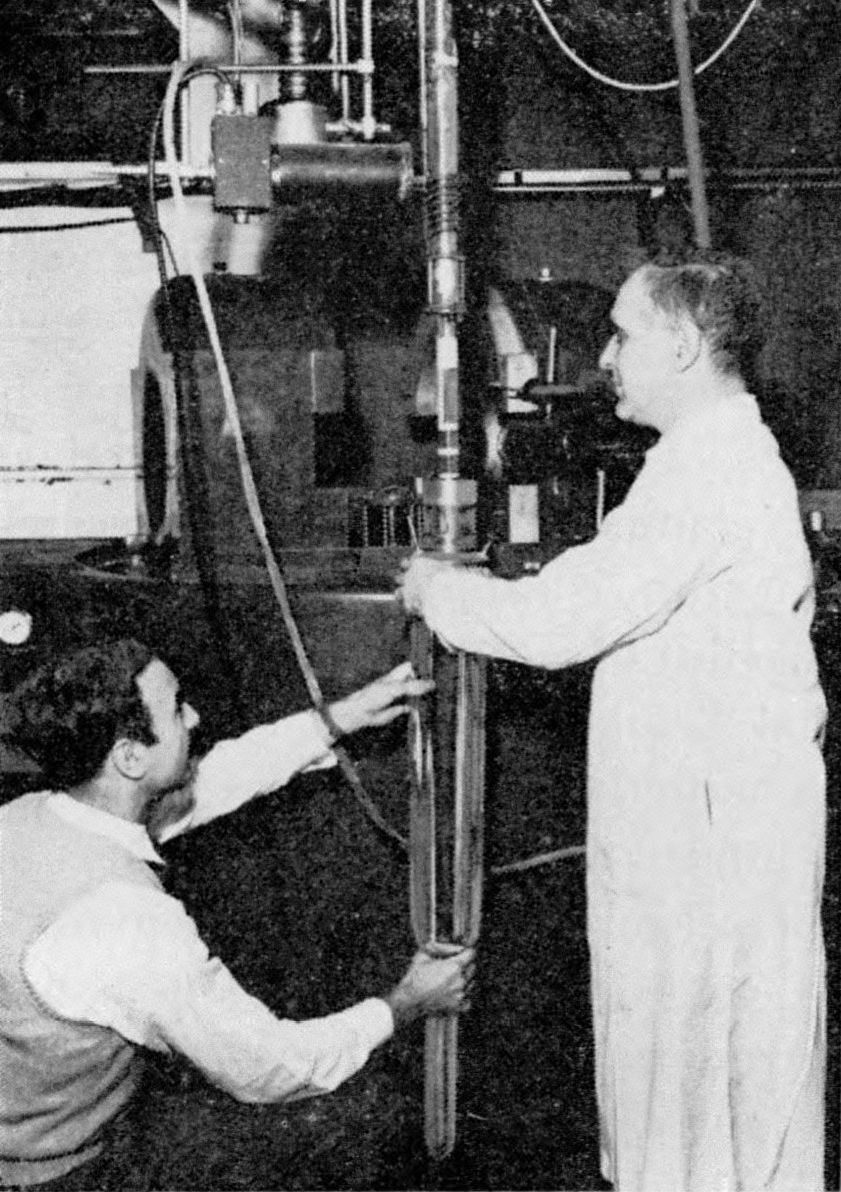
تمت تجربة وو في مختبر درجة الحرارة المنخفضة في وشنطن دي سي في عام 1956. ترى في الصورة الأنبوب المفرغ من الهواء وبه عينة كوبلت-60 ، وأجهزة قياس ،و ملفات انتاج المجال المغناطيسي؛ وتثبت في انبوب أكبر قبل وضعهم في المغناطيس الكهربائي الكبير (في خلفية الصورة*. بُردت العينة إلى قرب درجة الصفر المطلق مغناطيسيا بواسطة ما يسمى adiabatic demagnetization.

تقوم التجربة بقياس تحلل الإشعاعي لعينة كوبالت-60 وكانت أنوية ذرات الكوبالت موجهة في اتجاه مجال مغناطيسي خارجي. في نفس الوقت كانت العينة مبردة تبريدا شديدا بالهيليوم السائل (عند نحو 4 درجات مطلقة (أي نحو 269 تحت الصفر))، بحيث تهدأ حركة ذرات الكوبالت-60 إلى أقصى حد.
الكوبالت-60 هو أحد نظائر الكوبالت المشعة وهو يتحلل بإصدار إلكترونات وأشعة جاما ويتحول إلى [نيكل-60] . خلال هذا الـ اضمحلال بيتا يتحلل أحد نيوترونات الكوبالت-60 إلى بروتون عن طريق اطلاق إلكترون (e−) وإطلاق مضاد نيوترينو إلكتروني (νe). وتكون نواة النيكل الناتجة في حالة إثارة، فتنحل سريعا وتهبط إلى مستوى الطاقة الدنيا لها عن طريق إصدار شعاعين من أشعة جاما (γ). والمعادلة التالية توضح ذلك:
{\displaystyle {}_{27}^{60}{\text{Co}}\rightarrow {}_{28}^{60}{\text{Ni}}+e^{-}+{\bar {\nu }}_{e}+2{\gamma }}
أشعة جاما هي فوتونات وانطلاقها من نواة النيكل-60 هي عملية كهرومغناطيسية. ذلك مهم لأن العملية الكهرومغناطيسية معروف عنها أنها تحترم انحفاظ التكافؤ (فيزياء) ولهذا فإن أشعة جاما ستنطلق في جميع الاتجاهات حول العينة. وبهذا يمكن تتبع اتجاه انطلاق الإلكترونات عما إذا كانت هي الأخرى تنطلق في جميع الاتجاهات مثل أشعة جاما. أي أن توزيع أشعة جاما يكون بمثابة دليل على توزيع الإلكترونات المنطلقة من العينة. في نفس الوقت يبدي أي عدم تساو في توزيع أشعة جاما مقياسا عن توجيه العزوم المغزلية spins لأنوية الكوبلت-60 .

تحلل بيتا يحدث في نواة ذرية يعتبر تآثر ضعيف
أو تفاعل ضعيف. خلال هذا التفاعل الضعيف يتحلل أحد نيوترونات النواة إلى بروتون وإلكترون ومضاد نيوترينو إلكتروني.

قامت التجربة بقياس معدل إصدار أشعة جاما والإلكترونات من العينة في اتجاهين ومقارنة قيمها. وتم القياس لمدة زمنية، ثم تم عكس اتجاه المجال المغناطيسي وأخذت القياسات مرة ثانية. فإذا كان معدل إصدار الإلكترونات لم يختلف عند عكس اتجاه المجال المغناطيسي، عندئذ تكون النتيجة أن ذلك التفاعل الضعيف (اضمحلال بيتا) يحافظ على التكافؤ؛ ولكن لو كانت معدلات إصدار الإلكترونات مختلفة اختلافا كبيرا فيشير ذلك إلى أن التفاعل الضعيف لا يحافظ على التكافؤ.

## نتيجة تجربة وو
في عام 1957 اكتشفت الفيزيائية الأمريكة الصينية الأصل شينغ-شيونغ وو وزملاؤها ظاهرة عدم انحفاظ التكافؤ  خلال تحلل بيتا للكوبالت-60 ، مما يبين أن طبيعة الكون لا تسير على نفس النمط إذا انعكست بعض الظواهر الطبيعية على مرآة
, handedness.
في تجربة «وو» وجهت عينة كوبالت-60 المشعة عن طريق تبريدها إلى درجة حرارة منخفضة جدا في وجود مجال مغناطيسي. وبينت المشاهدات أن الأشعة الصادرة من العينة أثناء تحلل بيتا β- (وهي إلكترونات) كانت تصدر في اتجاه مخالف بالنسبة إلى اتجاه العزم المغزلي النووي nuclear spin. عدم التكافؤ هذا كان شيئا جديدا في الطبيعة، حيث أن العلماء كانوا حتى ذلك الوقت يعتقدون أن جميع العمليات الطبيعية تسير وفق مبدأ انحفاظ التكافؤ. (انظر أعلاه)

## اقرأ أيضا
- نظرية CPT